# Cámara de Diputados de la Provincia de San Juan
La Cámara de Diputados de la Provincia de San Juan es el cuerpo legislativo de la provincia argentina de San Juan. Es la única cámara encargada de la elaboración de leyes en esta provincia y está formada por 36 diputados, 17 electos de forma proporcional tomando a la provincia como un único distrito y 19 electos por cada uno de los 19 departamentos en que se divide la Provincia.
Quien ejerce la presidencia en las sesiones de la legislatura es el Vicegobernador, pero no tiene voto, excepto en los casos de empate. La cámara nombra anualmente, en su primera sesión ordinaria, un vicepresidente primero y un vicepresidente segundo de entre sus integrantes, quienes, cuando ejerzan la presidencia de la cámara, tendrán voto y decidirán en caso de empate.
Los diputados duran cuatro años en sus funciones, inician y concluyen sus mandatos en la misma oportunidad en que lo hace el Poder Ejecutivo, y pueden ser reelectos.

## Composición actual (2023-2027)
| Distrito     | Diputado                       | Bloque | Bloque                           |
| ------------ | ------------------------------ | ------ | -------------------------------- |
| 9 de Julio   | Gustavo Emilio Núñez           |        | Producción y Trabajo             |
| 25 de Mayo   | Juan Carlos Quiroga Moyano     |        | Justicialista                    |
| Albardón     | Pedro Enrique Albagli          |        | Justicialista                    |
| Angaco       | Andrés Marcelo Mallea          |        | Bloque del Este - Primero Angaco |
| Calingasta   | Jorge Cipriano Castañeda       |        | Justicialista                    |
| Capital      | Mónica Beatriz González        |        | Producción y Trabajo             |
| Caucete      | Emilio Gabriel Escudero        |        | Justicialista                    |
| Chimbas      | Gabriel Ignacio Sánchez Baron  |        | San Juan Te Quiero               |
| Iglesia      | Gustavo Elías Deguer           |        | Bloquista                        |
| Jáchal       | Miguel Ángel Vega              |        | Justicialista                    |
| Pocito       | Stella Maris Caparros González |        | Justicialista                    |
| Rawson       | Sonia Cristina Ferreyra        |        | Justicialista                    |
| Rivadavia    | Juan de la Cruz Córdoba        |        | Producción y Trabajo             |
| San Martín   | Marta Edit Gramajo             |        | Crecer                           |
| Santa Lucía  | Rosana Liliana Luque           |        | Producción y Trabajo             |
| Sarmiento    | Eduardo Andrés Castro Ríos     |        | Producción y Trabajo             |
| Ullum        | Leopoldo Soler                 |        | Mejor Nosotros                   |
| Valle Fértil | Omar Washington Ortiz          |        | Justicialista                    |
| Zonda        | Miguel Ángel Atámpiz           |        | Bloquista                        |
| Provincia    | Franco Sebastián Aranda Croce  |        | Frente Renovador San Juan        |
| Provincia    | Eduardo Omar Cabello           |        | Justicialista                    |
| Provincia    | Enzo Ariel Cornejo             |        | PRO                              |
| Provincia    | Mario Alberto Herrero          |        | San Juan Vuelve                  |
| Provincia    | Calos Gustavo Jaime Quiroga    |        | Producción y Trabajo             |
| Provincia    | María Rita Lascano             |        | Producción y Trabajo             |
| Provincia    | Alejandra Natalia Leonardo     |        | UCR                              |
| Provincia    | Cristina del Carmen López      |        | Justicialista                    |
| Provincia    | Marisa Sandra López            |        | Justicialista                    |
| Provincia    | María Fernanda Paredes         |        | Justicialista                    |
| Provincia    | Fernando Rodolfo Patinella     |        | La Libertad Avanza - ADN         |
| Provincia    | Federico Rizo                  |        | Bloquista                        |
| Provincia    | Marcela Ruth Quiroga           |        | Producción y Trabajo             |
| Provincia    | Jorge Daniel Ripoll            |        | Producción y Trabajo             |
| Provincia    | Luis Hernan Rueda              |        | Bloquista                        |
| Provincia    | Graciela Hilda Seva            |        | San Juan Vuelve                  |
| Provincia    | Gustavo Walter Usin            |        | Actuar                           |

## Composición histórica
| 2019-2023    | 2019-2023                     | 2019-2023 | 2019-2023                  |
| Distrito     | Diputado                      | Bloque    | Bloque                     |
| ------------ | ----------------------------- | --------- | -------------------------- |
| 9 de Julio   | Ramón Miguel Núñez            |           | Justicialista              |
| 25 de Mayo   | Rodolfo Alejandro Jalife      |           | Justicialista              |
| Albardón     | Juan Carlos Abarca            |           | Justicialista              |
| Angaco       | Andrés Marcelo Mallea         |           | Este                       |
| Calingasta   | Mario Adrián Romero           |           | Justicialista              |
| Capital      | Celina Inés Ramella           |           | Justicialista              |
| Caucete      | Gustavo Raúl Rodríguez        |           | Justicialista              |
| Chimbas      | Andrés Horacio Chanampa       |           | Bloquista                  |
| Iglesia      | Enrique Daniel Montaño        |           | San Juan Primero           |
| Jáchal       | Jorge Washington Barifusa     |           | Justicialista              |
| Pocito       | Marcela Gema Monti            |           | Justicialista              |
| Rawson       | Juan Carlos Gioja             |           | Lealtad                    |
| Rivadavia    | Sergio David Miodowsky        |           | Producción y Trabajo       |
| San Martín   | Miguel Ángel Sánchez          |           | Este                       |
| Santa Lucía  | Carlos Antonio Platero Magias |           | Producción y Trabajo       |
| Sarmiento    | Federico Alberto Hensel       |           | Justicialista              |
| Ullum        | Alfredo Simón Ortiz           |           | Justicialista              |
| Valle Fértil | Silvio Marcelo Atencio        |           | Justicialista              |
| Zonda        | Edgardo Emilio Sancassani     |           | Bloquista                  |
| Provincia    | Francisco Gastón Berenguer    |           | Justicialista              |
| Provincia    | Eduardo Omar Cabello          |           | Justicialista              |
| Provincia    | Rubén Alberto Carrión         |           | Justicialista              |
| Provincia    | Juan José Chica               |           | Justicialista              |
| Provincia    | Enzo Ariel Cornejo            |           | PRO - Juntos por el Cambio |
| Provincia    | José Luis Estévez             |           | Justicialista              |
| Provincia    | Leonardo César Gioja          |           | Lealtad                    |
| Provincia    | Carlos Gustavo Jaime Quiroga  |           | Producción y Trabajo       |
| Provincia    | Mauro Marinero                |           | Bloquista                  |
| Provincia    | María Fernanda Paredes        |           | Justicialista              |
| Provincia    | María Florencia Peñaloza      |           | ConFe Somos San Juan       |
| Provincia    | Nancy Viviana Picón           |           | Producción y Trabajo       |
| Provincia    | Horacio Juan Quiroga          |           | Frente Grande              |
| Provincia    | Marcela Ruth Quiroga          |           | Producción y Trabajo       |
| Provincia    | Juan Manuel Roca              |           | Producción y Trabajo       |
| Provincia    | Graciela Hilda Seva           |           | Lealtad                    |
| Provincia    | Gustavo Walter Usin           |           | ACTUAR                     |

| 2015-2019    | 2015-2019                          | 2015-2019 | 2015-2019                       |
| Distrito     | Diputado                           | Bloque    | Bloque                          |
| ------------ | ---------------------------------- | --------- | ------------------------------- |
| 9 de Julio   | Eduardo Banega                     |           | Justicialista                   |
| 25 de Mayo   | Rodolfo Alejandro Jalife           |           | Justicialista                   |
| Albardón     | Cristina del Carmen López Valverde |           | Justicialista                   |
| Angaco       | Carlos Roberto Maza Pezé           |           | Bloquista                       |
| Calingasta   | Emilio Alfredo Amín                |           | Justicialista                   |
| Capital      | Leonardo César Gioja               |           | Justicialista                   |
| Caucete      | Jorge Alberto Frías                |           | Frente Renovador Somos San Juan |
| Chimbas      | Andrés O. Chanampa Nieri           |           | Bloquista                       |
| Iglesia      | Jorge Leopoldo Espejo              |           | Bloquista                       |
| Jáchal       | Jorge Washington Barifusa          |           | Justicialista                   |
| Pocito       | Marcela Gema Monti                 |           | Justicialista                   |
| Rawson       | Pablo Alberto García Nieto         |           | Justicialista                   |
| Rivadavia    | Sergio David Miodowsky             |           | Compromiso por San Juan         |
| San Martín   | Rolando Abel Cámpora               |           | Justicialista                   |
| Santa Lucía  | Carlos Antonio Platero Magias      |           | Compromiso por San Juan         |
| Sarmiento    | Federico Alberto Hensel            |           | Justicialista                   |
| Ullum        | Romina Guadalupe Solera            |           | Compromiso por San Juan         |
| Valle Fértil | Miguel Sepúlveda                   |           | Compromiso por San Juan         |
| Zonda        | Edgardo Emilio Sancassani          |           | Compromiso Federal              |
| Provincia    | César Eugenio Aguilar              |           | Compromiso Federal              |
| Provincia    | Eduardo Omar Cabello               |           | Justicialista                   |
| Provincia    | Eduardo Rubén Castro               |           | Juntos por San Juan             |
| Provincia    | Amanda Rosa Días                   |           | Justicialista                   |
| Provincia    | Susana Alicia Laciar               |           | Compromiso por San Juan         |
| Provincia    | Daiana Luna Font                   |           | Justicialista                   |
| Provincia    | Pedro Oscar Mallea                 |           | Justicialista                   |
| Provincia    | Mauro Marinero                     |           | Bloquista                       |
| Provincia    | Fernando Luís Moya                 |           | Dignidad Ciudadana              |
| Provincia    | Carlos A. Munizaga Almenzar        |           | Frente Renovador Somos San Juan |
| Provincia    | Juan José Orrego                   |           | Compromiso por San Juan         |
| Provincia    | Héctor Rubén Pérez Silva           |           | Justicialista                   |
| Provincia    | Clara Silvia Pérez                 |           | Justicialista                   |
| Provincia    | Graciela Hilda Seva                |           | Justicialista                   |
| Provincia    | Mario Ramón Tello                  |           | Justicialista                   |
| Provincia    | José Rubén Uñac                    |           | Justicialista                   |
| Provincia    | Gustavo Walter Usin                |           | ACTUAR                          |